# 江原芳平
江原 芳平（えばら/えはら よしへい、嘉永元年9月12日（1848年10月8日） - 1928年（昭和3年）2月19日）は、明治から大正時代の政治家、実業家、銀行家。貴族院多額納税者議員、群馬県会議員、群馬銀行頭取。幼名は治三郎。

## 経歴
江原家は元々上野国勢多郡河原浜村（現・群馬県前橋市河原浜町）の出で、江戸時代の前半に前橋へ出て米穀商を営み、その2・3代後から醤油醸造業を始めたという。江原家が富豪となったのは芳平の父芳右衛門が横浜開港に伴い生糸業を始めたことによるという。
芳平は上野国群馬郡前橋新町（群馬県東群馬郡前橋町字新町を経て現前橋市）出身。「穀芳」として知られた江原芳右衛門の三男として生まれる。文久3年（1863年）に元服し名主を務めた。
1873年（明治6年）父が死去し家業を継ぐ。芳平と改名。
1876年（明治9年）群馬県庁を前橋に移転するため2千円を寄付する。
1879年（明治12年）天原社（製糸業）を設立し社長となる。
1880年（明治13年）第二国立銀行取締役。
1881年（明治14年）第三十九国立銀行（現在の群馬銀行）取締役に就任。1901年（明治24年）には頭取となった。1918年（大正7年）に自身が頭取を務める上毛物産銀行を合併。同年に群馬銀行と改称後も死去まで頭取の座にあった。
1882年（明治15年）には群馬県会議員に当選し、3期在任した。
1898年（明治31年）に前橋商業会議所が設立されると初代会頭に就任した。ほかに、群馬県主催一府十五県連合共進会評議員、同常議員、上毛倉庫社長、群馬県農工銀行取締役などを務めた。
1911年（明治44年）群馬県多額納税者として貴族院議員に互選され、同年9月29日から1918年（大正7年）9月28日まで在任した。1918年（大正7年）時点の多額納税議員互選資格者においては、納税額で芳平の嫡子栄次郎が群馬県で1位、芳平自身も6位に名を連ねるように、県内では最大の資産家であった。
1916年（大正5年）8月、勲四等瑞宝章叙勲。
1921年（大正10年）12月と1927年（昭和2年）11月、紺綬褒章受章。
明治時代前期に建てられた江原家の奥蔵・質蔵・醤油醸造蔵は前橋市富士見町赤城山に移築され、国の登録有形文化財となっている。

## 親族
- 妻・屋濃子 - 松井喜平義宣の娘、明治45年没
  - 長女・富子 - 初代江原桂三郎の前妻、明治39年没
  - 長男・芳右衛門 - 幼名・幾太郎、明治19年没
  - 三女・豊子 - 初代江原桂三郎の後妻[5]
  - 次男・栄次郎 - 大正10年没
  - 三男・三郎 - 群馬県会議員、上毛倉庫株式会社社長。
  - 四男・邦次
  - 五男・尚吾

芳平には6男4女があったが、豊子、三郎、邦次、尚吾の4人を除き芳平より先に死去している。